# Fryderyk z Beichlingen
Fryderyk z Beichlingen (zm. 11 listopada 1464 w Calbe) – arcybiskup Magdeburga od 1445, hrabia Beichlingen.

## Życiorys
Fryderyk był synem Fryderyka, hrabiego Beichlingen poległego w 1426, i Matyldy, córki Burcharda VIII z Mansfeld. Jako osoba świecka zarządzał dworem arcybiskupa magdeburskiego Guntera ze Schwarzburga. Po śmierci tego ostatniego, ale z jego wcześniejszej rekomendacji, w 1445 został wybrany przez kapitułę katedralną na jego następcę mimo braku święceń. Szybko uzyskał odpowiednie święcenia i oddał się obowiązkom religijnym i ascezie. Kontynuował rozpoczętą reformę klasztorów w archidiecezji, mimo oporu zakonów mendykanckich, dokonał reorganizacji administracji i finansów arcybiskupstwa, a także zakończył układem spór arcybiskupów z miastem Magdeburg w 1463. Spłacił długi swego poprzednika i uporządkował sytuację w księstwie. Starał się utrzymywać pokojowe stosunki z sąsiadami, podczas jego rządów doszło do konfliktu wyłącznie z książętami lüneburskimi – w 1455 Fryderyk podjął wyprawę wojenną przeciwko Fryderykowi Pobożnemu, a konflikt zakończył się układem zawartym z jego synem Bernardem II w 1458. 